# Lova Moor
Pour les articles homonymes, voir Moor et Jourdain (homonymie).
Marie-Claude Jourdain, dite Lova Moor, est une meneuse de revue, animatrice de télévision et chanteuse française née le 5 mars 1946 à La Grève-sur-Mignon (Charente-Maritime).

## Biographie

### Jeunesse et formation
Marie-Claude Jourdain passe son enfance à La Grève-sur-Mignon[réf. nécessaire], un village de Charente-Maritime à la limite des Deux-Sèvres, dans le marais poitevin.
Troisième des quatre enfants d'une famille modeste, elle est orpheline de père assez tôt et suit des études pour devenir éducatrice spécialisée pour enfants en difficulté, mais son rêve est de devenir danseuse.

### Meneuse de revue au Crazy Horse
Alors qu’elle est en train de danser dans une discothèque, un chorégraphe du Crazy Horse Saloon la découvre et l’invite à faire un bref essai. Embauchée par Alain Bernardin qui l'affuble du pseudonyme de Lova Moor, elle commence sa carrière comme danseuse nue, puis meneuse de revue.
En 1970 le réalisateur allemand Alfred Weidenmann tourne un film sur le Crazy Horse. Il s'agit alors de la première apparition de Lova Moor.

### Carrière médiatique
Par la suite, elle gagne rapidement en notoriété au Crazy Horse et fait l'objet d'un film réalisé par Alain Bernardin sorti en 1977 :Crazy Horse de Paris.
Elle fait ensuite quelques apparitions au cinéma, puis se lance en 1986 dans la chanson avec le titre Tendresse...SOS qui passera inaperçu.
En 1988 elle collabore avec Jacques Morali, producteur des Village People, ou encore d'Eartha Kitt, pour le titre Et je danse qui est classé à la 9e place du top 50. Les singles suivants sortis au cours des années 1990 se classent modestement malgré des collaborations avec François Valéry, Didier Barbelivien ou le duo De La Funk (Pascal Lafa et Alex Toesca) sur les singles Jealous et Fantasy.
Au début des années 1990 elle devient à l'instar de Sophie Favier ou de Marlène Mourreau animatrice de charme à la télévision.
 Elle anime ainsi sur France 2 l'édition télévisée du festival Juste pour rire de 1993 intitulée Lova Moor : le music hall depuis Montréal, et participe durant cette période aux Grosses Têtes de Philippe Bouvard à la radio (1989) et à la télévision (1995).
En 1993 et 1994 elle fait partie des chroniqueurs du jeu Yacapa de Pascal Brunner et participe ponctuellement à Sacrée Soirée.
En 2000 Lova Moor fait son retour sur scène dans le cabaret de Jean-Luc Lahaye : Le 287, néanmoins la revue est une déception pour elle car elle n'aurait pas été rémunérée.
En 2003 elle sort son autobiographie retraçant son expérience personnelle et médiatique.
En 2013 elle intervient dans le documentaire Signé Mireille Dumas diffusé sur France 3.
En septembre 2023 elle est interviewée dans un reportage de journal de 20h de France 2 consacré au Crazy Horse.

### Vie privée
Elle a eu une relation avec Alain Delon, Michel Polnareff, François Valéry, puis elle épouse en 1985 son employeur Alain Bernardin, alors âgé de 69 ans. Alain Bernardin se donnera la mort en 1994. Elle vit à Bourg-Argental, dans le département de la Loire, depuis les années 1990.

## Anecdotes
Lova Moor a lancé en 1997 un parfum pour femmes, qui porte son nom et dont la forme du flacon est inspirée de ses formes. Un single La Maman de tous les hommes était offert avec le parfum.
À noter que ce titre fut en réalité interprété en doublage par Claude Lombard.
Le 9 février 2009 le groupe de pop rock français Superbus a sorti son quatrième album et l'a intitulé Lova Lova, en référence directe à Lova Moor.

## Discographie

### Singles
- 1986 : Tendresse...SOS
- 1988 : Et je danse #9 France
- 1989 : Je m'en balance
- 1990 : Danse encore #84 France
- 1991 : My life
- 1992 : Jealous
- 1992 : Fantasy
- 1993 : As you want
- 1996 : Oh les mecs!
- 1997 : Batucada (extrait de la compilation Lova Moor : Body Dancing)
- 1997 : La Maman de tous les hommes

### Compilations
- 1997 : Lova Moor : Body Dancing
- 2003 : Crazy Songs

## Filmographie
- 1977 : Crazy Horse de Paris d'Alain Bernardin
- 1979 : Week-end à l'italienne de Franco Castellano, Pasquale Festa Campanile, Sergio Martino et Giuseppe Moccia : Jacqueline
- 1992 : Le Tronc de Bernard Faroux et Karl Zéro

## Publications
- Lova Moor, préface d'Alain Delon, Ma vie mise à nu, J'ai lu, 1991, 254 p. (ISBN 2277230782)
- Lova Moor, Mon jardin très secret, Hachette, 1994, 240 p. (ISBN 2012370039)
- Lova Moor, Crazy life à l'amour, à la haine, Flammarion, 2003, 289 p. (ISBN 2080684299)